# Desenho organizacional
O desenho organizacional corresponde a um conjunto complexo de cargos, tarefas, relacionamento e responsabilidade que não são imutáveis e têm seu comportamento influenciado por variáveis técnicas, individuais, sociais e organizacionais devem partir das:
a) Os ambientes das organizações: tratamento das entradas dos ambientes gerais e da tarefa
b) As características das organizações: as funções executada para obter as saídas e resultados
c) A tecnologia utilizada pela organização: como a organização executa as suas tarefas
d) Os critérios para definir a eficácia organizacional: como são comparados os resultados almejados e alcançados

## Processo de decisão
Define decisões como escolhas que procuram resolver problemas e aproveitar oportunidades. Dentro deste processo há ambientes que são:

### Ambiente Geral
As decisões tomadas nesse ambiente são tomadas pelos superiores de modo que cada subordinado apenas interagirá com seu supervisor na troca de conhecimentos importantes, e afeta todo andamento da empresa pois a tomada de decisão está determinada a cada cargos de especialização da organização.

### Ambiente Tarefa
É um segmento do ambiente geral do qual extrai a suas entradas e deposita suas saída , como vendas.